# Aňuj (přítok Kolymy)
Aňuj (rusky Анюй, jakutsky Өньүүй) je řeka v Jakutské republice na severovýchodě Ruska. Je dlouhá pouhých 8 km. Povodí řeky je 107 000 km².

## Průběh toku
Vzniká soutokem Velkého a Malého Aňuje, které přitékají z Anadyrské pahorkatiny. Ústí zprava do Kolymy.

## Vodní režim
Zdrojem vody jsou sněhové a dešťové srážky. Nejvyšších vodních stavů dosahuje od května do června. V létě nastávají povodně, jež jsou způsobené dešti. Zamrzá na devět měsíců.

## Využití
Vodní doprava je možná po celé délce. Využívá se také k plavení dřeva a rybolovu.